# Minami Tanaka
Minami Tanaka (田中 美海, Tanaka Minami), née le 22 janvier 1996 dans la préfecture de Kanagawa (Japon), est une seiyū.

## Rôles notables
- Fille A dans Dramatical Murder
- Minami Katayama dans Wake Up, Girls!
- Hana N. Fountainstand dans Hanayamata
- Non Manaka, Junon, Pinon, Kanon, Kotone, Nodoka dans PriPara
- Lycéenne B dans Re:_Hamatora
- Hinata Okano dans Assassination Classroom
- Mobami dans Hacka Doll
- Daiya dans Mahou Shoujo Nante Mouiidesukara
- Katia Waldheim dans Schwarzesmarken
- Junko Heki dans High School Fleet
- Agari Kamiya dans Scorching Ping Pong Girls
- Usagi Tsukishita dans Keijo!!!!!!!!
- Non Manaka, Junon, Pinon, Kanon dans Idol Time PriPara
- Nishiki Isobe dans The Laughing Salesman NEW
- Mary Saotome dans Gambling School
- Pure Inui dans Killing Bites
- Suzuna Kagura dans Kaligura
- Lily Hoshikawa dans Zombie Land Saga
- Mary Saotome dans Gambling School
- Nako Sunao dans Hitori Bocchi no Marumaru Seikatsu
- Myura dans Isekai Cheat Magician
- Ran-Ran Oneechan dans Dropkick on My Devil! 2e saison
- Rabiri dans Kiratto Pri Chan
- Kitty dans The Gymnastics Samurai
- Shalsha dans La Sorcière invincible tueuse de Slime depuis 300 ans
- Himeno Toyokawa dans Let's Make a Mug Too
- Eris dans Tsukimichi -Moonlit Fantasy-
- Aki dans Rolling Star le Justicier
- Kikyo dans In the Heart of Kunoichi Tsubaki
- Fal-Ys Meigis dans I've Somehow Gotten Stronger When I Improved My Farm-Related Skills
- Sora dans Beast Tamer
- Yumechi dans Akiba Maid War
- Jasmine dans The Ancient Magus Bride 2e saison
- Kanoko Amamiya dans Yuri Is My Job!